# Rivalité Graf-Seles
|                                                |  |  |
| Steffi Graf (gauche) et Monica Seles (droite). |  |  |

Steffi Graf et Monica Seles sont des joueuses de tennis professionnel qui se sont affrontées de nombreuses fois en simple sur le circuit WTA dans les années 1980 et 1990, constituant ainsi l'une des plus grandes rivalités de l'histoire du tennis féminin.
Steffi Graf mène 10-5 dans leurs face-à-face, en simple. Elles se sont affrontées au total dans dix finales, dont six en Grand Chelem.
Les deux joueuses ont toutes les deux occupé la place de no 1 mondiale en simple. Steffi Graf a occupé cette place pendant 377 semaines et Monica Seles pendant 178 semaines.
Réputées l'une et l'autre pour leur force de frappe et leurs nerfs d'acier, Graf et Seles avaient des styles de jeu très différents. La première était pourvue d'un coup droit explosif, d'un revers coupé, d'un jeu de jambes sans faille et d'un service tranchant qui lui valurent une domination sans partage de 1987 à 1989. La seconde, gauchère au tempérament teigneux, innova par sa façon de « cogner » la balle, en revers comme en coup droit, dès le retour de service : en 1991-1992 et jusqu'à son agression à Hambourg en avril 1993, elle parvient à suspendre le long règne de l'Allemande.
Jusqu'en 1993, Graf compte six victoires pour quatre défaites face à Seles. Elle est alors la seule joueuse en activité à présenter un bilan favorable contre la Yougoslave. Entre 1995 et 1999, elle l'emporte quatre fois sur cinq, y compris au Masters en 1998. Seles enregistre son unique succès sur cette période en quart de finale des Internationaux d'Australie 1999.
Certains observateurs, plus tard, compareront cette rivalité sportive et stylistique, bien qu'écourtée, avec celle que se livreront Roger Federer et Rafael Nadal à partir du milieu des années 2000.

## Bilan des confrontations
Sur quinze duels, Graf s'est imposée à dix reprises contre Seles. Les deux joueuses sont à égalité lors de leurs finales disputées en Grand Chelem, avec trois succès chacune. Leurs duels sont pareillement équilibrés sur terre battue (3-3), tandis que Graf domine sur dur (3-2), moquette (2-0) et gazon (2-0).
|  | Steffi Graf | 10 – 5 | Monica Seles | / |

## Historique

### Agression deMonica Seles
Le 30 avril 1993, en plein match de tennis à Hambourg. Günter Parche, un ouvrier allemand de 38 ans, poignarde Monica Seles, alors numéro un mondiale au classement WTA. Parche, admirateur de Steffi Graf, par son geste, espérait voir sa compatriote reprendre le premier rang mondial que Seles lui avait ravi deux années plus tôt.
Seles ne reviendra à la compétition qu'en août 1995.

## Liste des rencontres
| no | Date       | Lieu et nom du tournoi            | Cat.      | ($)       | Surface      | Tour          | Vainqueur | Score          |          |
| -- | ---------- | --------------------------------- | --------- | --------- | ------------ | ------------- | --------- | -------------- | -------- |
| 1  | 29-05-1989 | Paris, Roland-Garros              | G. Chelem | 1 875 000 | Terre (ext.) | 1/2 finale    | S. Graf   | 6-3, 3-6, 6-3  | Parcours |
| 2  | 26-06-1989 | Wimbledon, The Championships      | G. Chelem | 2 204 162 | Gazon (ext.) | 4e tour (1/8) | S. Graf   | 6-0, 6-1       | Parcours |
| 3  | 23-10-1989 | Brighton, Midland Group Champ's   | Tier III  | 250 000   | Moq. (int.)  | Finale        | S. Graf   | 7-5, 6-4       | Parcours |
| 4  | 14-05-1990 | Berlin, Lufthansa Cup German Open | Tier I    | 500 000   | Terre (ext.) | Finale        | M. Seles  | 6-4, 6-3       | Parcours |
| 5  | 28-05-1990 | Paris, Roland-Garros              | G. Chelem | 2 019 720 | Terre (ext.) | Finale        | M. Seles  | 7-6, 6-4       | Parcours |
| 6  | 25-03-1991 | San Antonio, US Hardcourt Champ's | Tier III  | 225 000   | Dur (ext.)   | Finale        | S. Graf   | 6-4, 6-3       | Parcours |
| 7  | 29-04-1991 | Hambourg, Citizen Cup             | Tier II   | 350 000   | Terre (ext.) | Finale        | S. Graf   | 7-5, 6-7, 6-3  | Parcours |
| 8  | 25-05-1992 | Paris, Roland-Garros              | G. Chelem | 3 277 836 | Terre (ext.) | Finale        | M. Seles  | 6-2, 3-6, 10-8 | Parcours |
| 9  | 22-06-1992 | Wimbledon, The Championships      | G. Chelem | 3 000 000 | Gazon (ext.) | Finale        | S. Graf   | 6-2, 6-1       | Parcours |
| 10 | 18-01-1993 | Melbourne, Australian Open        | G. Chelem | 2 400 000 | Dur (ext.)   | Finale        | M. Seles  | 4-6, 6-3, 6-2  | Parcours |
| 11 | 28-08-1995 | Flushing Meadows, US Open         | G. Chelem | 4 271 000 | Dur (ext.)   | Finale        | S. Graf   | 7-6, 0-6, 6-3  | Parcours |
| 12 | 26-08-1996 | Flushing Meadows, US Open         | G. Chelem | 4 004 885 | Dur (ext.)   | Finale        | S. Graf   | 7-5, 6-4       | Parcours |
| 13 | 16-11-1998 | New York, Chase Champ's           | Masters   | 2 000 000 | Moq. (int.)  | 1/4 de finale | S. Graf   | 1-6, 6-4, 6-4  | Parcours |
| 14 | 18-01-1999 | Melbourne, Australian Open        | G. Chelem | 3 040 620 | Dur (ext.)   | 1/4 de finale | M. Seles  | 7-5, 6-1       | Parcours |
| 15 | 24-05-1999 | Paris, Roland-Garros              | G. Chelem | 4 407 123 | Terre (ext.) | 1/2 finale    | S. Graf   | 6-7, 6-3, 6-4  | Parcours |

Source : (en) WTA Tour. 

## Tableau comparatif
| Confrontation             | Steffi Graf | Monica Seles | Total |
| ------------------------- | ----------- | ------------ | ----- |
| Total                     | 10          | 5            | 15    |
| Sur terre battue          | 3           | 3            | 6     |
| Sur dur                   | 3           | 2            | 5     |
| Sur gazon                 | 2           | 0            | 2     |
| Sur moquette              | 2           | 0            | 2     |
| En Grand Chelem           | 6           | 4            | 10    |
| Au Masters                | 1           | 0            | 1     |
| En finale de Grand Chelem | 3           | 3            | 6     |
| En finale                 | 6           | 4            | 10    |
| Matchs en 3 sets          | 5           | 2            | 7     |
| Victoires d'affilée       | 3           | 2            | -     |
| Tie-break remporté        | 1           | 3            | 4     |
| 6-0 remporté              | 1           | 1            | 2     |
| En 1989                   | 3           | 0            | 3     |
| En 1990                   | 0           | 2            | 2     |
| En 1991                   | 2           | 0            | 2     |
| En 1992                   | 1           | 1            | 2     |
| En 1993                   | 0           | 1            | 1     |
| En 1995                   | 1           | 0            | 1     |
| En 1996                   | 1           | 0            | 1     |
| En 1998                   | 1           | 0            | 1     |
| En 1999                   | 1           | 1            | 2     |

## Classement WTA en fin de saison
| Joueuse      | 1982 | 1983 | 1984 | 1985 | 1986 | 1987 | 1988 | 1989 | 1990 | 1991 | 1992 | 1993 | 1994 | 1995 | 1996 | 1997 | 1998 | 1999 | 2000 | 2001 | 2002 | 2003 |
| ------------ | ---- | ---- | ---- | ---- | ---- | ---- | ---- | ---- | ---- | ---- | ---- | ---- | ---- | ---- | ---- | ---- | ---- | ---- | ---- | ---- | ---- | ---- |
| Steffi Graf  | 124  | 93   | 22   | 6    | 3    | 1    | 1    | 1    | 1    | 2    | 2    | 1    | 1    | 1    | 1    | 28   | 9    |      |      |      |      |      |
| Monica Seles |      |      |      |      |      |      | 86   | 6    | 2    | 1    | 1    | 8    |      | 1PR  | 2    | 5    | 6    | 6    | 4    | 10   | 7    | 60   |